# فانوس‌ماهی کروکر
فانوس‌ماهی کروکر (نام علمی: Protomyctophum crockeri) نام یک گونه از خانواده فانوس‌ماهی است.